# بادي موران
بادي موران هو لاعب هوكي الجليد كندي، ولد في 11 مارس 1877 في مدينة كيبك في كندا، وتوفي في 14 يناير 1966.

## وصلات خارجية
- بادي موران على موقع EliteProspects.com (الإنجليزية)
- بادي موران على موقع Hockey-Reference.com (الإنجليزية)